# Opbouw van het Verdrag tot vaststelling van een Grondwet voor Europa
In dit artikel wordt de opbouw van het Verdrag tot vaststelling van een Grondwet voor Europa beschreven. Het verdrag is verdeeld in een preambule, vier verdragsdelen en een aanhangsel met meerdere protocollen.
Het verdrag is echter niet door alle lidstaten geratificeerd, en is daarom vervangen door het  het Verdrag van Lissabon.

## Preambule
De preambule gaat vooraf aan de eigenlijke verdragsbepalingen. In de preambule worden de redenen opgesomd voor de oprichting van de Europese Unie – zowel de omstandigheden die leidden tot de oprichting als de doelstellingen van de Unie worden benoemd.
De preambule begint ermee te refereren aan de "culturele, religieuze en humanistische tradities van Europa", die de oprichters van de Unie inspireren tot het vormen van een Unie waarin "universele waarden van de onschendbare en onvervreemdbare rechten van de mens, democratie, gelijkheid, vrijheid en rechtsstatelijkheid" voortleven die uit die tradities voortvloeien. Het doel van de oprichters is een Unie op te stellen die uitgaat van dezelfde waarden die – volgens de oprichters – in heel Europa bestaan.
Vervolgens herinnert de preambule eraan dat Europa herenigd is na "bittere ervaringen". Hiermee wijzen de oprichters erop dat de oprichting en ontwikkeling van de Unie gevolgen zijn van de Tweede Wereldoorlog en de opsplitsing van Europa tijdens de Koude Oorlog. De Unie wil ernaar streven om deze erfenis achter zich te laten. Dezelfde paragraaf van de preambule geeft aan dat de oprichters omstandigheden willen scheppen voor de burgers van Europa die tegengesteld zijn aan de omstandigheden van de "bittere ervaringen": ze willen in Europa een ruimte van "beschaving, vooruitgang en welvaart", die zich inzet "voor het goed van al zijn bewoners, ook van de meest kwetsbaren en de meest behoeftigen". Ze willen dat "Europa een werelddeel wil blijven dat openstaat voor cultuur, kennis en maatschappelijke vooruitgang; en dat Europa het democratische en transparante karakter van zijn openbare leven wil verdiepen en zich wil beijveren voor vrede, rechtvaardigheid en solidariteit in de wereld".
De derde paragraaf van de preambule benoemt het voortdurende streven van de Unie om de historische tegenstellingen (die tot oorlogen en dergelijke hebben geleid) op te heffen of te overbruggen, om zo samen de toekomst tegemoet te treden. Wel met behoud van de bestaande, nationale identiteiten en trots in bestaande cultuur, maar toch samen de toekomst in is de doelstelling. De term die de oprichters hiervoor gebruiken is "steeds hechter verenigd", een term die terug te vinden is in alle verdragen die ooit delen van de Unie opgericht hebben.
De volgende paragraaf richt zich op de toekomst. De oprichters van de Unie spreken hier de verwachting uit dat de burgers van de Unie het best in staat zullen zijn hun toekomstige hoop en doelen te bereiken in een Europese ruimte die verenigd is door middel van wetten en rechten en verantwoordelijkheden en plichten voor de burgers, maar die toch respect op weet te brengen voor de verschillen tussen burgers en culturen in de Unie. De oprichters gebruiken hiervoor de term "Europa, Verenigd in zijn verscheidenheid".
De laatste twee paragrafen van de preambule verenigen het terugkijken op het verleden en het vooruitblikken op de toekomst. Zij geven aan dat de Unie haar doelstellingen wil verwezenlijken door voort te borduren op de erfenis van de laatste decennia, op wat er opgebouwd is door de Europese Gemeenschappen en de Unie van vorige verdragen. En dat de oprichters de leden van de Europese Conventie danken, die de Grondwet opgesteld hebben om dit mogelijk te maken.
Nog voor dit alles staat een heel aparte paragraaf, waarin de oprichters van de Unie zich bekendmaken. Als oprichters van de Unie worden de staatshoofden van de lidstaten genoemd, die de Unie oprichten uit naam van en vooral ook voor hun burgers en hun staten.

## Verdragsdeel I over Grondbeginselen
Het eerste verdragsdeel behandelt de grondbeginselen van de Europese Unie. Behalve definitie en doelstelling van de Unie beschrijft het ook de bevoegdheden, de organen en de financiering van de Unie. De precieze invulling van de hier genoemde bepalingen vindt plaats in de bepalingen van de overige verdragsdelen. Dit deel bestaat uit negen "hoofdstukken", titels geheten.

### Titel I: Definitie en doelstellingen van de Unie
De Unie definieert zich als een waardengemeenschap, die openstaat voor alle Europese staten die deze waarden delen. Deze waarden zijn volgens de grondwet: eerbied voor de menselijke waardigheid, vrijheid, democratie, gelijkheid, de rechtsstaat en eerbiediging van de mensenrechten, waaronder minderheidsrechten. Het verdrag noemt verder vrede, recht, vrijheid en welzijn naast duurzame ontwikkeling, een sociale markteconomie en solidariteit als doelstellingen en ook het eerbiedigen van de rijke verscheidenheid aan cultuur en taal. De uitwerking vindt plaats in het verdragsdeel over de grondrechten.
De titel begint met de vaststelling van de Europese Unie. Die oprichting vindt, krachtens artikel I van de grondwet, plaats als uitvloeisel van de wil van de burgers van Europa om aan een gezamenlijke toekomst te bouwen. Daarbij is, volgens hetzelfde artikel, plaats voor alle staten die de waarden van de Europese Unie onderschrijven.
De eerste titel stelt ook een aantal algemene artikelen in over de gelijke behandeling van alle burgers en het feit dat lidstaten van de Unie loyaal met elkaar samen moeten werken.
Er wordt bepaald dat Europese wetgeving (wetgeving van de Unie) voorgaat boven de nationale wetgeving van lidstaten. Ondanks dat dit artikel nieuw is in de zin dat de bepaling niet eerder in een Europees verdrag is vermeld, verandert het artikel niets aan de huidige situatie. Recht dat te ontlenen valt aan internationale verdragen gaat altijd boven nationaal recht, omdat als nationaal recht prevaleert boven internationaal recht een lidstaat het recht van een verdragsorganisatie kan ondermijnen door wetgeving aan te nemen die in strijd is met het recht dat ontleenbaar is uit het verdrag. Het Europees Hof van Justitie heeft dit in 1964 bevestigd in het Arrest Costa/ENEL, en ook de Nederlandse Grondwet (artikel 94) bepaalt dat recht ontleenbaar uit internationale verdragen prevaleert boven nationaal recht.
En ten slotte worden de symbolen van de Unie (vlag, hymne, motto, munt en "nationale feestdag") vastgesteld.

### Titel II: De Grondrechten en het burgerschap van de Unie
De tweede titel stelt als kort principe vast wat de burger direct van de Unie kan verwachten: grondrechtelijke bescherming en de rechten van burgerschap. Deze titel bestaat uit twee artikelen.
Het eerste artikel verankert de positie van de rechten van de mens in de Unie. Om te beginnen bestaan die uit de rechten die opgesomd staan in het "Handvest van de grondrechten van de Unie", dat in zijn geheel het tweede verdragsdeel vormt. Ten tweede besluit de Unie zich ook te binden aan regels van buiten over de grondrechten: de Unie wordt partij in het Europees Verdrag voor de Rechten van de Mens. En ten derde besluit de Unie dat haar eigen grondrechten niet zomaar stellingen zijn, maar ook actief onderdeel van het recht (de wetgeving en de rechtspraak) van de Unie. Ze moeten meegenomen worden in de vaststelling van wetten en burgers mogen bij de rechter klagen over het met de voeten treden van hun rechten.
Het tweede artikel omschrijft het burgerschap van de Unie. Het artikel beschrijft wat het betekent om burger te zijn: het recht om overal in de Unie te wonen en werken, om te mogen stemmen en kandidaat te zijn voor het Europees Parlement en te stemmen en kandidaat te zijn voor de gemeenteraad van de gemeente waar je woont (ook als je niet een burger bent van het land waar die gemeente ligt), het recht om buiten Europa bijgestaan te worden door de ambassade en consulaten van ieder lidstaat van de Unie als je eigen land geen ambassade of consulaten heeft en het recht om verzoeken te doen aan het Europees Parlement en de Europese ombudsman in je eigen taal en ook in je eigen taal antwoord te krijgen. Deze rechten worden elders in de grondwet verder uitgewerkt.

### Titel III: De bevoegdheden van de Unie
In deze titel wordt beschreven wat de Unie precies mag en wat niet.
De titel begint ermee vast te stellen dat de Unie alleen beslissingsbevoegdheid heeft op die gebieden waarvan de lidstaten besloten hebben dat de Unie daar mag beslissen. De Unie mag zichzelf niet zomaar bevoegdheden toedelen (dit heet het beginsel van bevoegdheidstoedeling). Sterker nog, op terreinen waar de Unie samen beslist met de lidstaten mag de Unie alleen datgene en op die gebieden beslissen waar het echt nodig is—wat lidstaten individueel kunnen uitwerken, daar moet de Unie buiten blijven. Dit laatste heet het subsidiariteitsbeginsel.
Vervolgens stelt de titel vast dat er verschillende soorten (categorieën) van bevoegdheden zijn voor de Unie: er zijn beleidsterreinen waar de Unie het alleenrecht van wetgeving heeft (de exclusieve bevoegdheden), terreinen waar de Unie en de lidstaten samen beslissen (de Unie geeft de rode draad aan, de lidstaten werken het voor zich uit) en er zijn terreinen waar de Unie mag ondersteunen, maar de beslissingen volledig door de lidstaten genomen worden.
De titel noemt van de drie allereerst de bevoegdheden, die exclusief aan het communautaire niveau zijn voorbehouden—dat wil zeggen, de soorten van wetgeving waar de Europese Unie het recht heeft om alleen te beslissen en besturen. Het monetair beleid en de mededinging maken van die bevoegdheden deel uit, evenals het visserij- en internationale handelsbeleid.
Andere terreinen, zoals de interne markt, sociaal beleid, milieu, consumentenbescherming, energie en justitie worden gedefinieerd als gedeelde bevoegdheden (te delen met de lidstaten). Van een aantal gebieden (technologisch en ruimteonderzoek en humanitaire hulp en ontwikkelingssamenwerking) wordt vastgesteld dat de beslissingen gedeeld worden maar dat de lidstaten daarnaast ook eigen programma's mogen opzetten.
De titel stelt vast dat bevoegdheden die niet expliciet aan de Unie worden toebedeeld, aan de lidstaten behoren. Er is echter ook een artikel om probleemgevallen op te lossen: als het blijkt dat de Unie meer bevoegdheden op meer terreinen nodig heeft dan in de grondwet bepaald is, mogen de Europese Commissie, de Raad van de Europese Unie en het Europees Parlement samen besluiten de bevoegdheden van de Unie uit te breiden. Die uitbreiding is dan ook weer beperkt door het subsidiariteitsbeginsel. Bovendien mag de Unie op die "extra" terreinen geen wetten maken—alleen uitwerkende maatregelen binnen het kader van bestaande wetten zijn toegestaan.

### Titel IV: De instellingen en organen van de Unie
Deze titel beschrijft de instellingen die het beleid van de Europese Unie bepalen. Hun samenstelling en functioneren wordt omschreven.
De instellingen omvatten het Europees Parlement, de Europese Commissie, de Europese Raad (en Raad van Ministers) en het Hof van Justitie. De nieuwe functie van een Europese minister van buitenlandse zaken wordt gecreëerd en speelt een rol in het gemeenschappelijk buitenlands en veiligheidsbeleid, dat nu voor het eerst in een verdragstekst wordt genoemd. Andere organen zijn de Europese Centrale Bank en de Europese Rekenkamer.
Het Europees Parlement vertegenwoordigt de burgers van de Unie en wordt direct gekozen. De meeste besluiten van de Unie (wetgeving, maatregelen, en dergelijke) worden vastgesteld door het Parlement en de Raad samen. Daarbij beslist het Parlement meestal door meerderheid van stemmen van de aanwezige leden (en een enkele keer door meerderheid van het totaal aantal leden).
De Raad van Ministers, of kortweg de Raad, vertegenwoordigt de lidstaten van de Unie. De Raad is een vergadering van de ministers van de nationale regeringen van de lidstaten. Er zijn verschillende vergaderingen, gespecialiseerd naar beleidsterrein. De ministers die naar een vergadering gaan, vertegenwoordigen hun hele regering en lidstaat en mogen voor hun lidstaat spreken en beslissen. Zij zijn verantwoording schuldig voor hun optreden aan hun nationale parlementen. De Raad beslist, meestal samen met het Parlement, over het beleid van de Unie. Daarbij beslist de Raad meestal door "gekwalificeerde meerderheid" van stemmen, waarbij een meerderheid moet bestaan uit ten minste 55% van de leden van de Raad. Die 55% moeten ook nog eens ten minste 15 mensen zijn dus, als er heel weinig ministers op komen dagen, kan er niet beslist worden. En die 55% van de leden moeten samen ook nog eens ten minste 65% van de bevolking van de Unie vertegenwoordigen, zodat besluiten altijd (in theorie) de steun van de meerderheid van de bevolking hebben. De Raad kan soms ook besluiten nemen op eigen initiatief, dus zonder voorstel van de Europese Commissie of Minister van Buitenlandse Zaken; in dat geval moeten ten minste 72% van de Raadsleden voor stemmen. En in een enkel geval van beleid moeten alle leden van de Raad voor stemmen om beslissingen te nemen.
De Europese Raad is een variant van de Raad van hierboven: het is de vergadering van ministers-presidenten van de lidstaten. Ook de Minister van Buitenlandse Zaken van de Unie en de voorzitter van de Europese Raad vergaderen mee. De Europese Raad doet niet aan wetgeving, maar stelt wel de "rode draad" van het beleid vast. De doelstellingen van de Unie voor de lange termijn worden bepaald door de Europese Raad. De voorzitter van de Europese Raad is een onafhankelijk iemand, die (en dat is nieuw) gekozen wordt voor een periode van 2,5 jaar. Hij is voor andere staten het "gezicht van de Unie" (kort door de bocht: een "President van de Europese Unie", zoals de Verenigde Staten een president hebben).
De Europese Commissie is een soort van "regering" voor de Unie. De Commissie voert het dagelijks bestuur van de Unie en doet voorstellen voor beleid. Dat laatste kan op eigen initiatief, maar het Parlement en de Raad kunnen ook om een voorstel vragen. De Commissie bestaat uit Commissarissen die, net als nationale ministers, een beleidsterrein hebben. Niet iedere lidstaat heeft altijd een Commissaris, maar de lidstaten rouleren dus geen enkele lidstaat kan langer dan vijf jaar (de termijn van een Commissie) geen Commissaris hebben. De Commissie heeft een voorzitter, die aangesteld wordt door het Parlement. De Raad wijst daarvoor een kandidaat aan. Wijst het Parlement hem af, dan kiest de Raad een nieuwe kandidaat. De aangestelde voorzitter zoekt zijn Commissarissen bij elkaar en het Parlement keurt dan de hele Commissie goed of af. Het Parlement kan later ook besluiten om de hele Commissie naar huis te sturen (maar niet een losse Commissaris ontslaan).
Nieuw is de Europese Minister van Buitenlandse Zaken, die het buitenlands beleid gaat coördineren. Hij is vicevoorzitter van de Commissie. Hij wordt uitgezocht door de voorzitter van de Commissie en aangesteld door de Raad (die op het terrein buitenlands beleid zonder het Parlement beslist). Moet de Commissie echter weg, dan gaat de Minister ook.
Het Hof van Justitie van de Unie is de rechtsprekende instantie van de Unie. Het Hof bestaat uit een rechter per lidstaat en is de ultieme, rechterlijke instantie in de Unie. Uitspraken van het Hof gaan zelfs voor op uitspraken van de nationale Hoge Raden en dergelijke. Het Hof interpreteert de betekenis van de Europese wetten en de grondwet bij onenigheid tussen partijen en ook de inwerking van die wetten op nationale wetgeving. Nationale rechtbanken mogen het Hof om een mening vragen bij hun eigen uitspraken.
Naast de instellingen, kent de Unie ook andere organen. De Europese Centrale Bank voert het monetair beleid (stelt de rente vast) en waakt over de gezondheid van de euro. De rekenkamer let op de begroting en controleert de rekeningen van de Unie. Het Economisch en Sociaal Comité en het Comité van de Regio's adviseren de Unie over het effect en de wenselijkheid van haar (voorgestelde) beleid.

### Titel V: De uitoefening van de bevoegdheden van de Unie
Deze titel stelt vast hoe de Unie beleid vaststelt.
Om te beginnen mag de Unie direct wetten opstellen, Europese Wetten genaamd. Die zijn direct van toepassing op iedereen.
Vervolgens zijn er kaderwetten. Kaderwetten zijn gericht aan lidstaten die in de kaderwet genoemd worden (mogelijk alle lidstaten van de Unie) en geven aan dat de genoemde lidstaten een bepaald resultaat moeten bereiken. Hoe ze dat doen, mogen ze zelf weten.
Een verordening is een besluit van de Unie dat gericht is aan specifieke lidstaten. Het is niet een echte wet, maar meer een bevel om een gedeelte van een bestaande wet uit te voeren. De verordeningen zijn bindend.
Een besluit lijkt op een verordening, maar is gericht aan een specifieke instantie (persoon, bedrijf, et cetera). Niet aan een lidstaat.
En ten slotte zijn er aanbevelingen (van de Europese Commissie) en adviezen (van de Raad). Niet bindend, maar belangrijk om op te letten.
De rest van de titel is technisch en stelt vast hoe besluiten genomen worden. Daarnaast bevat de titel ook nog specifieke bepalingen voor bepaalde beleidsterreinen en wordt vastgesteld dat zolang lidstaten aan hun verplichtingen aan de Unie voldoen, hen verder niets in de weg staat om met een paar lidstaten qua samenwerking verder te gaan dan nodig is voor de Unie.

### Titel VI: Het democratisch bestel van de Unie
Deze titel regelt een aantal grondbeginselen van de democratische werking van de Unie.
Ten eerste wordt bepaald dat alle burgers door de Unie gelijk behandeld worden.
Vervolgens wordt bepaald dat de burgers vertegenwoordigd worden door het Europees Parlement, dat direct gekozen wordt door de burgers. Alle burgers zijn verkiesbaar voor het parlement. En de positie van Europese, politieke partijen wordt vastgesteld.
Er wordt ook vastgesteld dat alle instellingen de burgers middelen moeten bieden om hun mening te geven over het functioneren van de instellingen en om die mening in het openbaar ter discussie te stellen. De instellingen moeten een open discussie in stand houden met de maatschappij en maatschappelijke organisaties en de Commissie zal dit in goede banen leiden. En de voorstellen voor beleid komen van de Commissie, op verzoek van Parlement, Raad of (ten minste) een miljoen burgers van de Unie.
De Unie moet samenwerken met maatschappelijke organisaties en sociale partners op nationaal niveau en hen ook stimuleren onderling overleg te voeren.
Er wordt een Europese Ombudsman aangesteld die klachten over de Unie en haar instellingen in behandeling neemt.
Alle besluiten van de Unie worden zo veel mogelijk in het openbaar genomen, alle handelingen in het openbaar gepleegd. Met name het Parlement en de Raad moeten in het openbaar vergaderen. Iedere burger of rechtspersoon binnen de Unie heeft inzage tot de documenten van de Unie en die toegang wordt bij Europese Wet geregeld.
De persoonsgegevens van burgers zijn beschermd. Die bescherming wordt bij Europese Wet geregeld, voor de Unie maar ook voor persoonsgegevens binnen de lidstaten.
En kerken en andere, religieuze instellingen worden door de Unie erkend, herkend en opgenomen in de maatschappelijke dialoog.

### Titel VII: De financiën van de Unie
Deze titel is volledig technisch en regelt de manier waarop de Unie geld besteedt en de besteding inplant.

### Titel VIII: De Unie en haar naaste omgeving
Deze titel verplicht de Unie om een "goede buur" te zijn met de aangrenzende staten. De Unie moet vrede, veiligheid en welvaart bevorderen in de ruimte om zich heen, in navolging van haar eigen waarden. Daartoe mag de Unie overeenkomsten sluiten met haar buurstaten.

### Titel IX: Het lidmaatschap van de Unie
Toetreding en uittreding uit de unie worden in deze laatste titel beschreven, evenals de schorsing van rechten, die uit het unielidmaatschap voortvloeien.
Iedere Europese staat die de waarden van de Unie onderschrijft, mag lid worden.
Lidstaten die zich misdragen, kunnen als lid geschorst worden. Dit kan een ruime schorsing zijn, of alleen op specifieke terreinen.
En lidstaten kunnen besluiten uit de Unie te treden.
Per handeling wordt ook de procedure geregeld.

## Verdragsdeel II over het Charta van de Grondrechten
In dit onderdeel worden de Europese grondrechten opgesomd. Het is voor het eerst dat een Europees verdrag deze grondrechten noemt. Onder de grondrechten vallen uiteenlopende klassieke en sociale mensenrechten, zoals het recht op vrije meningsuiting en vereniging, het recht op vrije uitoefening van een beroep in de gehele unie, het hebben van inzage in overheidsdocumenten in de gehele unie, recht op eigendom, stakingsrecht, non-discriminatie-beginsel, rechten van het kind, bescherming tegen onredelijk ontslag, bescherming van persoonlijke gegevens, toegang tot sociale zekerheid en gezondheidszorg en het recht op de eerbiediging van gewetensbezwaren (bij dienstweigering).
In de grondwet wordt het klonen van mensen verboden en kunnen het menselijk lichaam of bestanddelen daarvan (bijvoorbeeld DNA, draagmoederschap) niet als handelswaar beschouwd worden.

## Verdragsdeel III over de beleidsterreinen
Dit deel geeft de beleidsterreinen en de daarbij behorende besluitvormingsprocedures aan. Dit verdragsdeel is verreweg de grootste van alle delen.

## Verdragsdeel IV over de Overgangs- en Slotbepalingen
Deze bepalingen zorgen voor een correcte overgang wanneer de oude verdragen hun geldigheid verliezen en de grondwet in werking treedt. Het waarborgt de continuïteit van lopende procedures voor instellingen die van naam en soms ook inhoud veranderen, de geldigheid van de rechtspraak van het Europese Hof en de uitzondering van de geldigheid van grondwetsbepalingen voor sommige gebiedsdelen (kanaaleilanden, overzeese gebiedsdelen). Het regelt ook de procedure voor toekomstige grondwetswijzigingen, waarbij nationale parlementen een grotere rol krijgen dan nu het geval is. Het geeft 1 november 2006 als datum van inwerkingtreding.

## Annex met verscheidene Protocollen
In de annex bevinden zich 36 protocollen, die allen uitdrukkelijk deel uitmaken van de grondwet. Het betreft bijvoorbeeld de bijzondere positie van Denemarken inzake de voorbehouden die dat land maakte inzake verdere integratie, stemverhoudingen in de Raad, inspraak- en bezwaarprocedures voor nationale parlementen en de positie van het publieke omroepbestel in de unie. In een aantal bijlagen bevindt zich onder andere een gewijzigd Euratomverdrag en bepalingen voor geldigheid van de grondwet in overzeese gebiedsdelen.